# Persone di cognome Hernández
| Questa pagina contiene informazioni ricavate automaticamente dalle voci biografiche con l'ausilio del template Bio e di un bot. L'aggiornamento è periodico e automatico e ricostruisce completamente la pagina. Se manca una persona in questa lista, sei pregato di non aggiungerla, ma accertati piuttosto che la sua voce biografica contenga il template Bio e che i dati anagrafici siano correttamente compilati. Se il template Bio manca, inseriscilo tu stesso o, in alternativa, metti l'avviso {{tmp\|Bio}} che ne segnala la mancanza. Se i dati riportati sono sbagliati, correggi direttamente la voce biografica; le modifiche saranno visibili in questa lista entro pochi giorni. Per chiarimenti vedi il progetto antroponimi. La lista contiene solo le 66 persone che sono citate nell'enciclopedia e per le quali è stato implementato correttamente il template Bio. Pagina aggiornata al 7 mag 2025. |

Questa è una lista di persone presenti nell'enciclopedia che hanno il cognome Hernández, suddivise per attività principale.

## Allenatori di calcio(4)
- Patricio Hernández, allenatore di calcio e ex calciatore argentino (San Nicolás de los Arroyos, n. 1956)
- Rubén Darío Hernández, allenatore di calcio e ex calciatore colombiano (Bogotà, n. 1965)
- Toño Hernández, allenatore di calcio e ex calciatore spagnolo (Las Palmas de Gran Canaria, n. 1962)
- Daniel Demetrio Hernández, allenatore di calcio e ex calciatore statunitense (Tyler, n. 1976)

## Allenatori di pallacanestro(1)
- Sergio Santos Hernández, allenatore di pallacanestro argentino (Bahía Blanca, n. 1963)

## Astronauti(1)
- José Moreno Hernández, ex astronauta e ingegnere statunitense (French Camp, n. 1962)

## Attori(4)
- Jonny Cruz, attore statunitense (El Paso, n. 1982)
- Juano Hernández, attore portoricano (San Juan, n. 1896 - San Juan, † 1970)
- Maximiliano Hernández, attore statunitense (New York, n. 1973)
- Noé Hernández, attore messicano (Atitalaquía, n. 1969)

## Attrici(1)
- Berta Hernández, attrice e cantante spagnola (Huelva, n. 1980)

## Batteristi(1)
- Horacio Hernández, batterista cubano (L'Avana, n. 1963)

## Calciatori(21)
- Félix Hernández, ex calciatore venezuelano (Caracas, n. 1972)
- Juan Francisco Hernández, ex calciatore peruviano (Lima, n. 1978)
- Osmin Hernández, ex calciatore cubano (San Cristóbal, n. 1972)
- Pedro Pablo Hernández, calciatore argentino (San Miguel de Tucumán, n. 1986)
- Nicolás Hernández, ex calciatore argentino (Buenos Aires, n. 1979)
- Enrique Vicente Hernández, ex calciatore spagnolo (Salamanca, n. 1945)
- Daniel Aníbal Hernández, ex calciatore argentino (San Miguel de Tucumán, n. 1970)
- Ever Francisco Hernández, ex calciatore salvadoregno (Santiago de María, n. 1958)
- Felipe Hernández, calciatore colombiano (Ibagué, n. 1998)
- Francisco Hernández, calciatore messicano (Toluca, n. 1924 - Città del Messico, † 2011)
- Gastón Hernández, calciatore argentino (San Rafael, n. 1998)
- Henry Hernández, calciatore salvadoregno (San Salvador, n. 1985)
- José Hernández, calciatore venezuelano (Caracas, n. 1997)
- Lucas Hernández, calciatore francese (Marsiglia, n. 1996)
- Mateo Hernández, calciatore argentino (Santa Fe, n. 1998)
- Moisés Hernández, ex calciatore guatemalteco (Dallas, n. 1992)
- Noeh Hernández, calciatore portoricano (n. 2004)
- Rosendo Hernández, calciatore spagnolo (Santa Cruz de Tenerife, n. 1921 - Santa Cruz de Tenerife, † 2006)
- Sergio Alejandro Hernández, ex calciatore venezuelano (n. 1971)
- Theo Hernández, calciatore francese (Marsiglia, n. 1997)
- Wálter Hernández, ex calciatore honduregno (Puerto Cortés, n. 1978)

## Cantautrici(1)
- Russian Red, cantautrice spagnola (Madrid, n. 1985)

## Cestiste(1)
- Laura Hernández, ex cestista messicana (n. 1968)

## Cestisti(4)
- Chris Hernández, ex cestista statunitense (Fresno, n. 1983)
- Richie Hernández, ex cestista portoricano (n. 1955)
- José Ángel Hernández, ex cestista venezuelano (n. 1970)
- Kevin Hernández, cestista argentino (Buenos Aires, n. 1991)

## Danzatori(1)
- Rafael Amargo, ballerino, coreografo e personaggio televisivo spagnolo (Valderrubio, n. 1975)

## Giocatori di baseball(4)
- Teoscar Hernández, giocatore di baseball dominicano (Cotuí, n. 1992)
- Alberto Hernández, ex giocatore di baseball cubano (Holguín, n. 1969)
- Enrique Hernández, giocatore di baseball portoricano (San Juan, n. 1991)
- Orlando Hernández, ex giocatore di baseball cubano (Villa Clara, n. 1965)

## Judoka(1)
- Anaysi Hernández, judoka cubana (n. 1981)

## Liutai(1)
- Santos Hernández, liutaio spagnolo (n. 1874 - † 1943)

## Marciatori(1)
- Édgar Hernández, ex marciatore messicano (n. 1977)

## Militari(1)
- Pedro Hernández, militare spagnolo (Lagopesole)

## Musicisti(1)
- Aurelio Voltaire, musicista cubano (L'Avana, n. 1967)

## Pallavoliste(3)
- Jareliz Hernández, pallavolista portoricana (n. 1995)
- Legna Hernández, pallavolista portoricana (n. 1991)
- Yasmina Hernández, ex pallavolista spagnola (San Cristóbal de La Laguna, n. 1984)

## Pallavolisti(1)
- Eduardo Hernández, pallavolista portoricano (Ponce, n. 1990)

## Piloti automobilistici(1)
- Sergio Hernández, pilota automobilistico spagnolo (Jávea, n. 1983)

## Poeti(1)
- Natalio Hernández, poeta messicano (Naranjo Dulce, n. 1947)

## Politici(2)
- Joseph Marion Hernández, politico statunitense (St. Augustine, n. 1788 - Matanzas, † 1857)
- Juan Orlando Hernández, politico honduregno (Gracias, n. 1968)

## Pugili(1)
- Nico Hernández, pugile statunitense (Wichita, n. 1996)

## Rapper(1)
- 6ix9ine, rapper e cantautore statunitense (New York, n. 1996)

## Registe(1)
- Paula Hernández, regista e sceneggiatrice argentina (Buenos Aires, n. 1969)

## Rugbisti a 15(1)
- Juan Martín Hernández, ex rugbista a 15 e giornalista argentino (Buenos Aires, n. 1982)

## Schermitrici(1)
- Alely Hernández, schermitrice messicana (n. 1991)

## Scrittori(2)
- José Hernández, scrittore, giornalista e poeta argentino (San Martín, n. 1834 - Buenos Aires, † 1886)
- Felisberto Hernández, scrittore uruguaiano (Montevideo, n. 1902 - † 1964)

## Tennisti(1)
- Alejandro Hernández, ex tennista messicano (Tijuana, n. 1977)

## Senza attività specificata(1)
- Stefany Hernández, ciclista di BMX venezuelana (Ciudad Guayana, n. 1991)